# Aioli
La salsa aioli (dal catalano allioli, dall'occitano alhòli, dal provenzale aiòli, cioè ai-oli, alh-òli, "aglio ed olio"), è una salsa composta in prevalenza da aglio, olio di oliva e limone, caratterizzata da un sapore forte e tipica dell'area mediterranea.

## Preparazione
La versione classica prevede l'uso di aglio, macinato in un mortaio, al quale viene aggiunto a filo dell'olio di oliva, mescolando continuamente fino ad ottenere un composto cremoso. L'aggiunta troppo rapida di olio scompone l'emulsione e l'aioli "impazzisce". Come emulsionante viene aggiunto talvolta un pochino di latte, un pezzo di patata lessa oppure dell'albume d'uovo. L'alioli viene servito come antipasto insieme al pane o alle olive; viene anche accompagnato ai piatti di pesce, di carne o alle verdure.
Nella ricetta provenzale si battono nel mortaio quattro o cinque spicchi d'aglio con del sale grosso, sino a ottenere una crema densa, si aggiungono uno o due rossi d'uovo e si lavora il tutto come una maionese, aggiungendo un po' d'olio (extravergine di oliva), alla stessa temperatura dell'uovo, fino a ottenere una crema densa e compatta, aggiungendo alla fine il succo di un limone.
Frédéric Mistral, parlando dell'aioli, lo confrontava alla maionese, che lui definiva, spregiativamente, una "marmellata". "Nautri, li bon Prouvençau/ au sufrage universau,/ voutarèn per l'òli / E faren l'aiòli" (noi i buoni provenzali, al suffragio universale, voteremo l'olio e faremo l'aioli).